# Gerhard Gentzen
Gerhard Karl Erich Gentzen (24. listopadu 1909, Greifswald, Německo – 4. srpna 1945, Praha, Československo) byl německý matematik a logik. Jeho hlavní práce tkví v základech matematiky, v teorii důkazů a zavedení sekventního kalkulu matematické logiky.
Gentzen byl v letech 1939 až 1941 spojařem Wehrmachtu v blízkosti Braunschweigu, mohl se však habilitovat na univerzitě v Göttingenu. V důsledku nemoci byl vojenské služby zproštěn. V roce 1943 jej profesor matematiky na pražské Německé univerzitě Hans Rohrbach povolal jako docenta do Prahy.
Gentzen neodešel do Německa ani po skončení druhé světové války, přestože byl varován. Byl pak v květnu 1945 zatčen jako příslušník NSDAP. Zemřel na podvýživu tři měsíce poté ve vězení na Karlově náměstí v Praze. Pohřben byl na Ďáblickém hřbitově.